# Lysodinotrema sarawakense
Lysodinotrema sarawakense är en stekelart som beskrevs av Fischer 1995. Lysodinotrema sarawakense ingår i släktet Lysodinotrema och familjen bracksteklar. Inga underarter finns listade i Catalogue of Life.